# 日本基督教団甲東教会
日本基督教団甲東教会（にほんきりすときょうだんこうとうきょうかい）は、兵庫県西宮市にある元日本組合基督教会の教会で、現在日本基督教団の教会である。

## 沿革
1933年：神戸女学院が神戸市山本通から西宮市岡田山に移転。C.B.デフォレスト院長の「生徒たちが徒歩にて礼拝に参加できる教会設立を」との強い願いが大きな力となって

1939年9月17日：西宮市松籟荘の借家にて「日本組合甲東基督教会」を創立。

1941年：日本基督教団創立。日本基督教団甲東教会となり、兵庫教区に所属する。

1942年：甲東幼稚園設立認可。

1943年：現在地（甲東園）に会堂兼保育室を建築。

1972年：礼拝堂を改築。

1982年：会館を増築。

1989年：創立50周年記念礼拝

2009年：創立70周年記念礼拝

## 行事
- 主日礼拝 - 毎週日曜日 午前10時30分-
- 聖書輪読会 - 毎週日曜日　午前9時30分-
- 聖書研究・祈祷会 - 毎週水曜日 19：00～20：00

## 関連団体
- 甲東幼稚園